# Sándor Szalontay
Sándor Szalontay, né le 3 juillet 1990 à Santiago de Cuba, est un coureur cycliste hongrois. Spécialiste de la piste, il est devenu à plusieurs reprises champion national dans cette discipline. Sur route, il a remporté le prologue du Tour de Hongrie en 2016.

## Palmarès sur route

### Par année
- 2016
  - Prologue du Tour de Hongrie

### Classements mondiaux
| Année           | 2016   | 2017   |
| --------------- | ------ | ------ |
| UCI Europe Tour | 1 412e | 1 746e |

## Palmarès sur piste

### Championnats du monde
- Londres 2016
  - 18e de la vitesse
- Hong Kong 2017
  - 27e de la vitesse
- Pruszków 2019
  - 21e de la vitesse (éliminé en seizième de finale)[3]

### Championnats d'Europe
- Munich 2022
  - 8e de la vitesse
  - 10e du kilomètre
  - 11e du keirin
- Granges 2023
  - 9e de la vitesse par équipes
  - 10e de la vitesse
  - 13e du keirin

### Championnats de Hongrie
- 2014
  -  Champion de Hongrie du kilomètre
  -  Champion de Hongrie du keirin
  -  Champion de Hongrie de vitesse individuelle
  -  Champion de Hongrie de vitesse par équipes (avec Barnabás Tóth et Peter Prájczer)
- 2017
  -  Champion de Hongrie de vitesse individuelle
- 2018
  -  Champion de Hongrie du kilomètre
  -  Champion de Hongrie du keirin
  -  Champion de Hongrie de vitesse individuelle
- 2019
  -  Champion de Hongrie du kilomètre
  -  Champion de Hongrie du keirin
  -  Champion de Hongrie de vitesse individuelle
- 2020
  -  Champion de Hongrie du keirin
- 2021
  -  Champion de Hongrie du kilomètre
  -  Champion de Hongrie du keirin
  -  Champion de Hongrie de vitesse individuelle